# Alternanthera sessilis
Espèce
Statut de conservation UICN

 LC  : Préoccupation mineure
Alternanthera sessilis est une espèce de la famille des Amaranthaceae. Cette espèce est dénommée sissoo spinach, brazilian spinach, sessile joyweed, dwarf copperleaf. Elle est cultivée dans le monde entier.

## Répartition
La plante est présente dans toutes les régions tropicales et subtropicales de l'Ancien Monde. Il se rencontre dans les pays suivants : Afrique du Sud, Arabie saoudite, Argentine, Australie, Bangladesh, Belize, Bhoutan, Birmanie, Botswana, Brésil, Burkina Faso, Bénin, Cambodge, Cameroun, Cap-Vert, Chine, Colombie, Corée du Nord, Corée du Sud, Côte d'Ivoire, Djibouti, Fidji, Gabon, Gambie, Ghana, Guam, Guinée équatoriale, Guinée-Bissau, Guinée, Hong Kong, Inde, Indonésie, Irak, Iran, Israël, Japon, Jordanie, Kenya, Laos, Lesotho, Liberia, Madagascar, Malaisie, Malawi, Maldives, Mali, Maurice, Mauritanie, Mexique, Mozambique, Namibie, Nauru, Niger, Nigeria, Nouvelle-Calédonie, Nouvelle-Zélande, Népal, Oman, Ouganda, Pakistan, Palaos, Papouasie-Nouvelle-Guinée, Philippines, Polynésie française, Pérou, République centrafricaine, Taïwan, République du Congo, République démocratique du Congo, Samoa américaines, Samoa, Seychelles, Sierra Leone, Singapour, Soudan du Sud, Soudan, Sri Lanka, Suriname, Sénégal, Tanzanie, Tchad, Thaïlande, Togo, Tonga, Tuvalu, Vanuatu, Viêt Nam, Wallis-et-Futuna, Yémen, Zambie, Zimbabwe, Égypte, Équateur, États fédérés de Micronésie, États-Unis, Éthiopie, Île Christmas, Île Norfolk, Îles Cook, Îles Mariannes du Nord, Îles Marshall, Îles Pitcairn, Îles Salomon.
Cette espèce est classée comme une mauvaise herbe dans certaines parties des États du sud des États-Unis. Elle est généralement (mais pas toujours, en particulier dans les régions à forte humidité où elle peut même être une mauvaise herbe de jardin) trouvée dans des endroits humides ou mouillés.

## Description
Il s'agit d'une herbe vivace avec des tiges prostrées, rarement ascendantes, souvent enracinées au niveau des nœuds. Feuilles obovales à largement elliptiques, parfois linéaires-lancéolées, de 1-15 cm de long, 0,3-3 cm de large, glabres à peu villositaires, pétioles 1-5 mm de long. Fleurs en épis sessiles, bractées et bracteoles blanc brillant, 0,7-1,5 mm de long, glabres ; sépales égaux, 2,5-3 mm de long, les externes à une ou trois dents indistinctes vers la base ; étamines 5, 2 stériles. Dans la nature, elle fleurit de décembre à mars.

## Utilisations
La plante pousse à l'état sauvage, mais elle est également cultivée pour l'alimentation, les herbes médicinales et comme plante ornementale. La plante d'aquarium Alternanthera reineckii est parfois identifiée à tort comme A. sessilis.
Dans certaines régions d'Asie du Sud-Est, les feuilles et les jeunes pousses sont consommées comme légumes. En Asie du Sud, les feuilles, les fleurs et les tiges tendres sont consommées comme légumes. Les plantes sont finement râpées et sautées avec de la noix de coco râpée et des épices pour obtenir un plat ressemblant à une salade qui est le plus souvent consommé en accompagnement du riz.
Les feuilles sont croquantes, un peu plus que les épinards de climat tempéré, et non gluantes. Certains cultivars sont légèrement amers. Elles doivent être cuites à la vapeur ou bouillies lorsqu'elles sont consommées en grandes quantités en raison de la présence d'oxalates. Il est consommé seul comme un légume vert ou ajouté à d'autres plats pour remplacer les épinards. Les Brésiliens le consomment généralement cru en salade avec de l'huile ou du vinaigre, de la tomate et de l'oignon, bien que la littérature recommande de le cuire. Le légume peut être ajouté aux quiches, tartes, curries, dal, sauces pour pâtes, lasagnes ou ajouté aux plats en fin de cuisson pour remplacer les épinards et ajouter une saveur de noisette,.
En tant que plante médicinale, la plante a des propriétés diurétiques, rafraîchissantes, toniques et laxatives. Elle a été utilisée pour le traitement de la dysurie et des hémorroïdes. La plante est également considérée comme bénéfique pour les yeux et est utilisée comme ingrédient dans la fabrication d'huiles capillaires médicinales et de kajal.

## Épinards Sissoo
L’épinard Sissoo est un cultivar brésilien de Alternanthera sessilis. Il est utilisé comme plante alimentaire non conventionnelle en Amérique du Sud. Il peut être désigné scientifiquement sous le nom de Alternanthera sissoo hort., bien que ce nom ne soit pas valablement publié.
L'épinard sissoo est une plante couvre-sol vigoureuse et étalée d'environ 30 cm de haut avec des feuilles ridées, s'enracinant au niveau des nœuds. Elle ne produit pas de graines viables et n'est pas considérée comme une invasive. Elle préfère 50 % d'ombre ou plus et tolère une large gamme de conditions de sol pH, bien qu'elle ait besoin d'une grande quantité d'azote, de matière organique et d'eau. Les plantes sont sujettes aux chenilles dévoreuses de feuilles et aux limaces. Il peut être planté comme paillis vivant sous les arbres fruitiers. Les plantes peuvent être propagées avec des boutures de bois tendre.

## Gallery

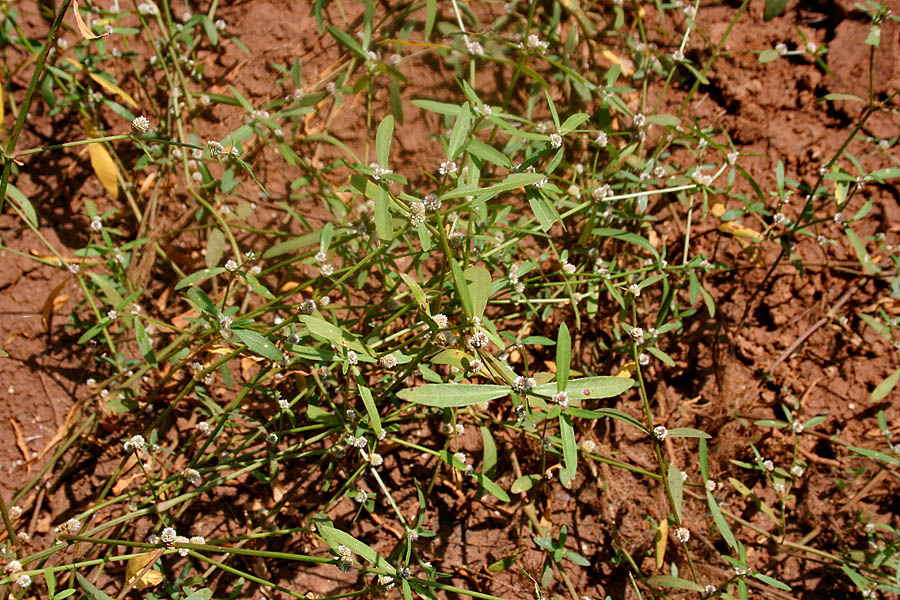
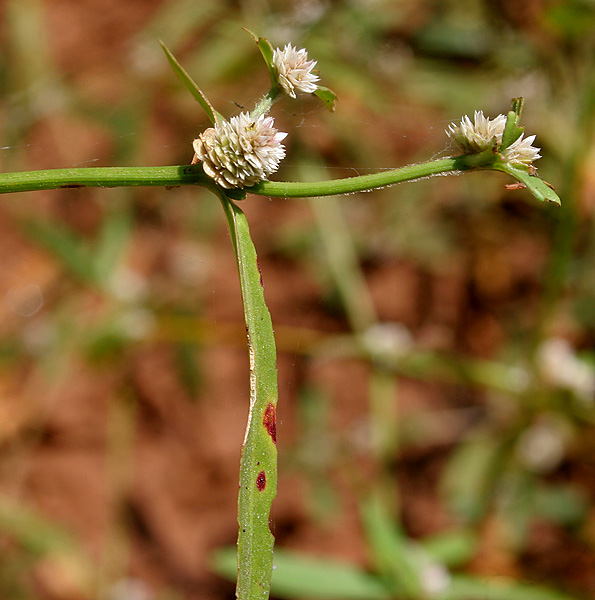
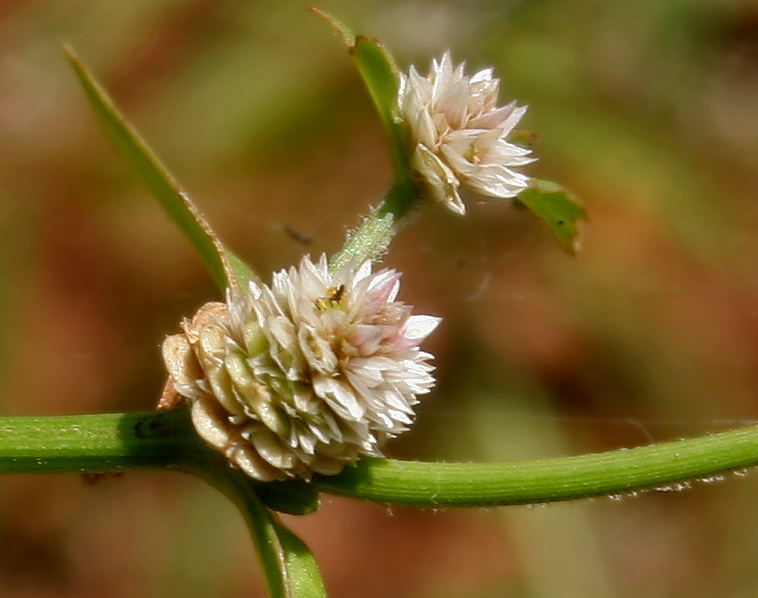

## Liste des variétés
Selon GBIF (13 août 2024) :
- Alternanthera polygonoides var. polygonoides
- Alternanthera polygonoides var. radicans Diogo, 1919

## Systématique
Le nom correct de ce taxon est Alternanthera sessilis (L.) R.Br. ex DC..
L'espèce a été initialement classée dans le genre Gomphrena sous le basionyme Gomphrena sessilis L..
Ce taxon porte en français les noms vernaculaires ou normalisés suivants : Alternanthère sessile,, Alternanthère sessile, Brède emballage, Herbe d'emballage, Brède Chevrette,,, Brède Emballages,, Magloire,,, Serenti,, Brède emballage, Herbe d'emballage, herbe d'emballage.
Alternanthera sessilis a pour synonymes :
- Achyranthes linearifolia Sw.
- Achyranthes linearifolia Sw. ex Wikstr.
- Achyranthes polygonoides (L.) Lam.
- Achyranthes repens Elliott
- Achyranthes sessilis (L.) Besser
- Achyranthes sessilis (L.) Desf.
- Achyranthes sessilis (L.) Desf. ex Steud.
- Achyranthes sessilis Steud. ex Standl.
- Achyranthes triandra Roxb.
- Achyranthes villosa Blanco
- Allaganthera forsskaolei Mart.
- Altemanthera sessilis (Linnaeus, 1753)
- Alternanthera achyranth Forssk.
- Alternanthera achyranthes Forssk.
- Alternanthera achyranthes Forssk. ex C.Chr.
- Alternanthera achyranthoides Forssk.
- Alternanthera achyranthoides Hiern
- Alternanthera denticulata var. bifaria Hassk.
- Alternanthera dubia Moq.
- Alternanthera ficoides var. minor P.Beauv.
- Alternanthera ficoides var. versicolor Lem.
- Alternanthera ficoides P.Beauv.
- Alternanthera ficoides Rchb.
- Alternanthera ficoides Rchb. ex Moq.
- Alternanthera glabra Moq.
- Alternanthera major (Benth.) Domin
- Alternanthera nana var. major Benth.
- Alternanthera nodiflora var. lanceolata Moq.
- Alternanthera nodiflora var. linearifolia Moq.
- Alternanthera nodiflora R.Br.
- Alternanthera polygonoides (L.) R.Br.
- Alternanthera polygonoides (L.) R.Br. ex Sweet
- Alternanthera prostrata D.Don
- Alternanthera repens J.F.Gmel.
- Alternanthera sennii Mattei
- Alternanthera sessilis f. lanceolata Kuntze
- Alternanthera sessilis f. spathulifolia Kuntze
- Alternanthera sessilis var. angustifolia Moq.
- Alternanthera sessilis var. major Moq.
- Alternanthera sessilis var. neglecta Kuntze
- Alternanthera sessilis var. nodiflora (R.Br.) Kuntze
- Alternanthera sessilis var. parviflora Kuntze
- Alternanthera sessilis var. stauntonii Moq.
- Alternanthera sessilis var. tenuissima (Suess.) Backer
- Alternanthera sessilis (L.) R.Br. ex Roem. & Schult.
- Alternanthera sessilis R.Br.
- Alternanthera sibirica (Vent. ex Schult.) Steud.
- Alternanthera sissoo Velde
- Alternanthera tenella Moq.
- Alternanthera tenuissima Suess.
- Alternanthera triandra var. nodiflora (R.Br.) Maiden & Betche
- Alternanthera triandra Lam.
- Alternanthera uliginosa (Domin) Dinter
- Bucholzia diffusa Mart.
- Bucholzia polygonoides (L.) Mart.
- Gomphrena brasiliensis Moq.
- Gomphrena polygonoides L.
- Gomphrena sessilis L.
- Illecebrum denticulatum (R.Br.) Spreng.
- Illecebrum glabrum Spreng.
- Illecebrum glabrum Spreng. ex Moq.
- Illecebrum indicum Houtt.
- Illecebrum polygonoides (L.) L.
- Illecebrum sessile (L.) L.
- Illecebrum sessile Pall.
- Illecebrum sessile Pall. ex Moq.
- Illecebrum sibiricum Vent.
- Illecebrum sibiricum Vent. ex Roem. & Schult.
- Illecebrum triandrum Buch.-Ham.
- Illecebrum triandrum Buch.-Ham. ex Moq.
- Illecebrum triandrum Llanos
- Paronychia dubia Moq.
- Paronychia sessilis (L.) Desf.
- Paronychia tetragona Moench
- Steiremis sessilifolia Raf.
- Telanthera polygonoides var. compacta Moq.
- Telanthera polygonoides var. major Moq.
- Telanthera polygonoides (L.) Moq.